# Caquetaia
Caquetaia là chi nhỏ trong họ Cá hoàng đế từ Trung Mỹ và Nam Mỹ. Chi hiện tại chứa 4 loài.

## Các loài
- Caquetaia kraussii Steindachner, 1878
- Caquetaia myersi Schultz, 1944
- Caquetaia spectabilis Steindachner, 1875
- Caquetaia umbrifera Meek & Hildebrand, 1913